# Jeon Kwangyong
Jeon Kwang-yong (en hangeul :전광용) est un écrivain et chercheur en littérature sud-coréen né le 1er mars 1919 et décédé le 21 juin 1988.

## Biographie
Jeon Kwang-yong avait pour nom de plume Baeksa (백사, 白史). Il est né à Bukcheonggun dans la province de Hamkyeongnam-do en Corée. Il réalise ses débuts littéraires en 1939 avec la publication du conte La princesse du ciel étoilé et le lapin (Byeollara gongju-wa tokki) dans le journal Dong-a Ilbo. En 1947, il intègre l'université nationale de Séoul où il étudie la littérature coréenne tout en continuant ses activités d'écrivain.
En 1955, il publie sa nouvelle L'île Heuksan (Heuksan-do) dans le journal Chosun Ilbo, nouvelle qui lui permet de se faire un nom dans le milieu littéraire en Corée.
En 1966, il devient professeur à l'université nationale de Séoul et devient directeur du département de littérature en 1972. En 1973, il obtient un doctorat en littérature coréenne dans la même université. Il restera en poste en tant que professeur dans cette université jusqu'en 1984.
Parmi ses récits les plus connus, on compte les nouvelles L'île Heuksan (Heuksan-do) et Kkoppittan Li (꺼삐딴 리), et les romans Corps nu (Nasin), La fenêtre et le mur (Changgwa byeok) ou encore Chaîne de montagnes Taebaek (Taebaeksanmaek).